# Sint-Bonifatiusabdij
De Sint-Bonifatiusabdij (Duits: Abtei St. Bonifaz) is een benedictijnenabdij in de Beierse hoofdstad München.

## Geschiedenis
De abdij werd in 1835 door koning Lodewijk I van Beieren gesticht. Het herstel van het monastieke leven vormde een onderdeel van zijn pogingen om een spiritueel réveil in Beieren te bewerkstelligen, nadat eerder in het begin van de 19e eeuw door de invoering van de secularisatie vele kloosters werden opgeheven en vernietigd. In 1850 werd het door de architect Georg Friedrich Ziebland ontworpen klooster plechtig ingewijd. De ingang van de kloosterkerk diende voor de neoclassicistisch architect Leo von Klenze als voorbeeld voor het ontwerp van de rooms-katholieke Sint-Dionysiuskathedraal in Athene. Voor een benedictijns klooster is het opmerkelijk dat het midden in de stad is gevestigd. Om de monniken in staat te stellen inkomen te genereren kocht koning Lodewijk het in 1803 geseculariseerde klooster van Andechs met de bijbehorende landerijen en schonk het vervolgens aan de abdij. Tegenwoordig is het klooster van Andechs een van de Sint-Bonifatiusabdij afhankelijke priorij. De Sint-Bonifatiusabdij (met de priorij van Andechs) behoort tot de Beierse Congregatie.
In de Tweede Wereldoorlog, op 25 april 1944 en op 7 januari 1945, werd het klooster zwaar getroffen door de luchtaanvallen. De herbouw van het klooster vond later slechts gedeeltelijk plaats. Op het kloosterterrein werd in de jaren 1990 bovendien de Katholieke Hogeschoolparochie van de Technische Universiteit van München ondergebracht.
De monniken van de abdij zijn werkzaam in de parochie, houden zich bezig met vorming, wetenschap en de verzorging van daklozen.

## Abten
- 1850–1854 Paulus Birker
- 1854–1872 Bonifaz Haneberg (daarna bisschop van Speyer)
- 1872-1904 Benedikt Zenetti
- 1904-1919 Gregor Danner (uit Klooster Plankstetten gepostuleerd)
- 1919-1951 Bonifaz Wöhrmüller
- 1951-1967 Hugo Lang
- 1967-2003 Odilo Lechner (1964–1967 Hulpbisschop)
- 2003-heden Johannes Eckert

## Orgel
Het orgel van de Sint-Bonifatiuskerk werd in de jaren 1976-1977 door de orgelbouwer Muhleisen uit Straatsburg gebouwd. Het instrument heeft 51 registers. De klank van het orgel is buitengewoon fraai en wordt door de plek op de vloer in positieve zin beïnvloed. De dispositie van het orgel kent een Frans-symfonisch klankidioom.

## Bijzonderheden
In de Sint-Bonifatiusbasiliek liggen Lodewijk I en zijn vrouw Theresia van Saksen-Hildburghausen begraven.

## Afbeeldingen

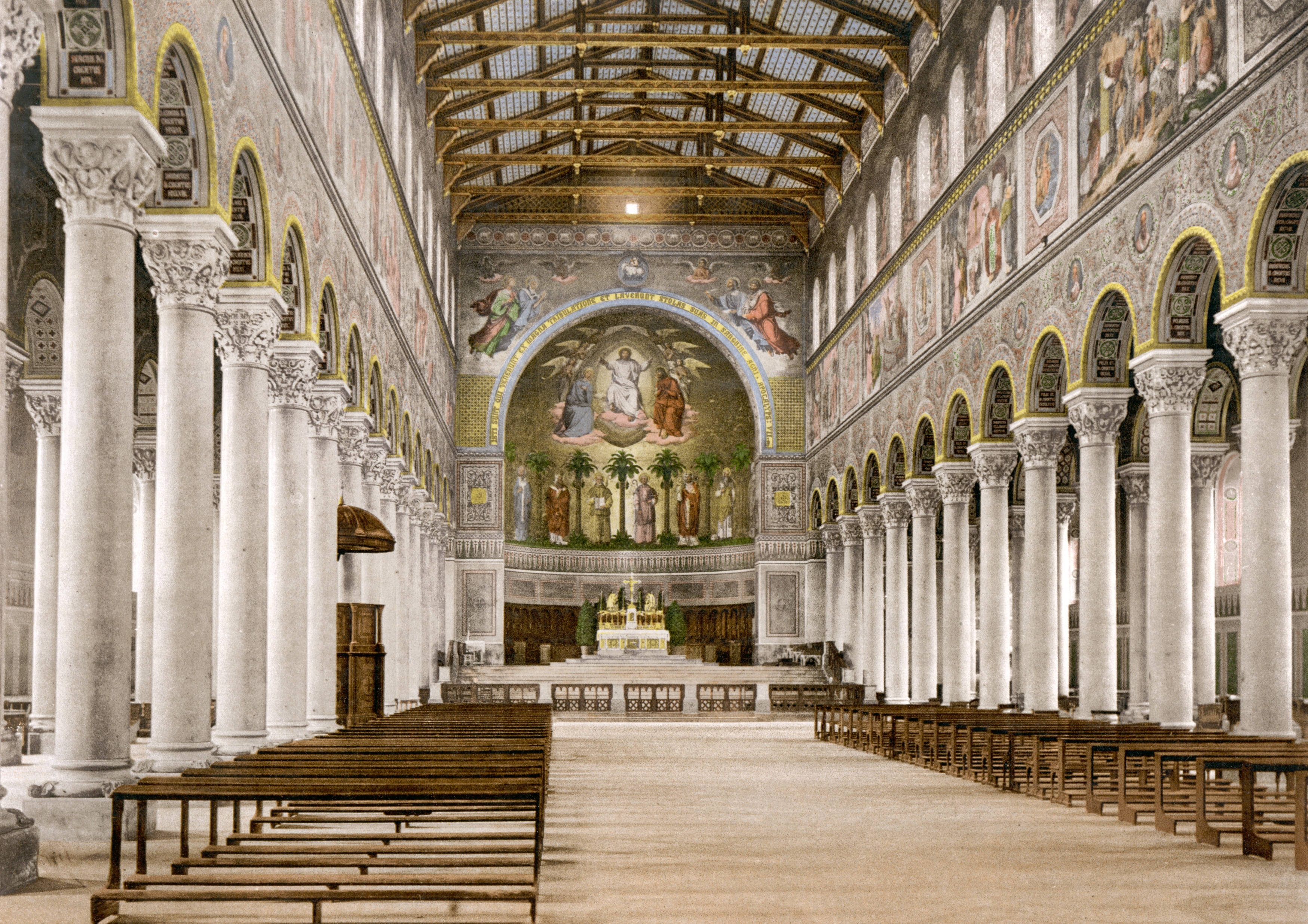
Het interieur voor de verwoesting
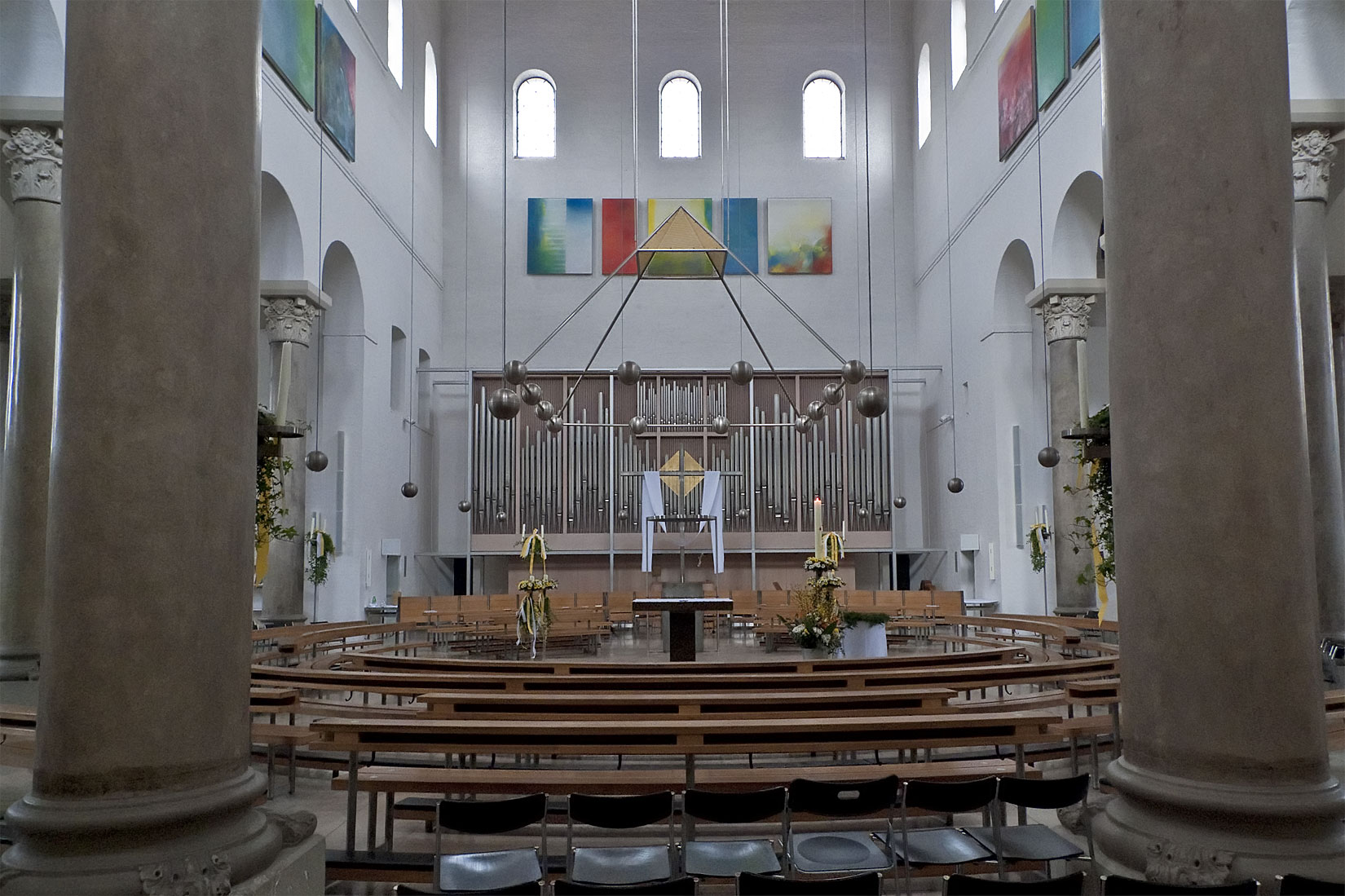
Het moderne huidige interieur
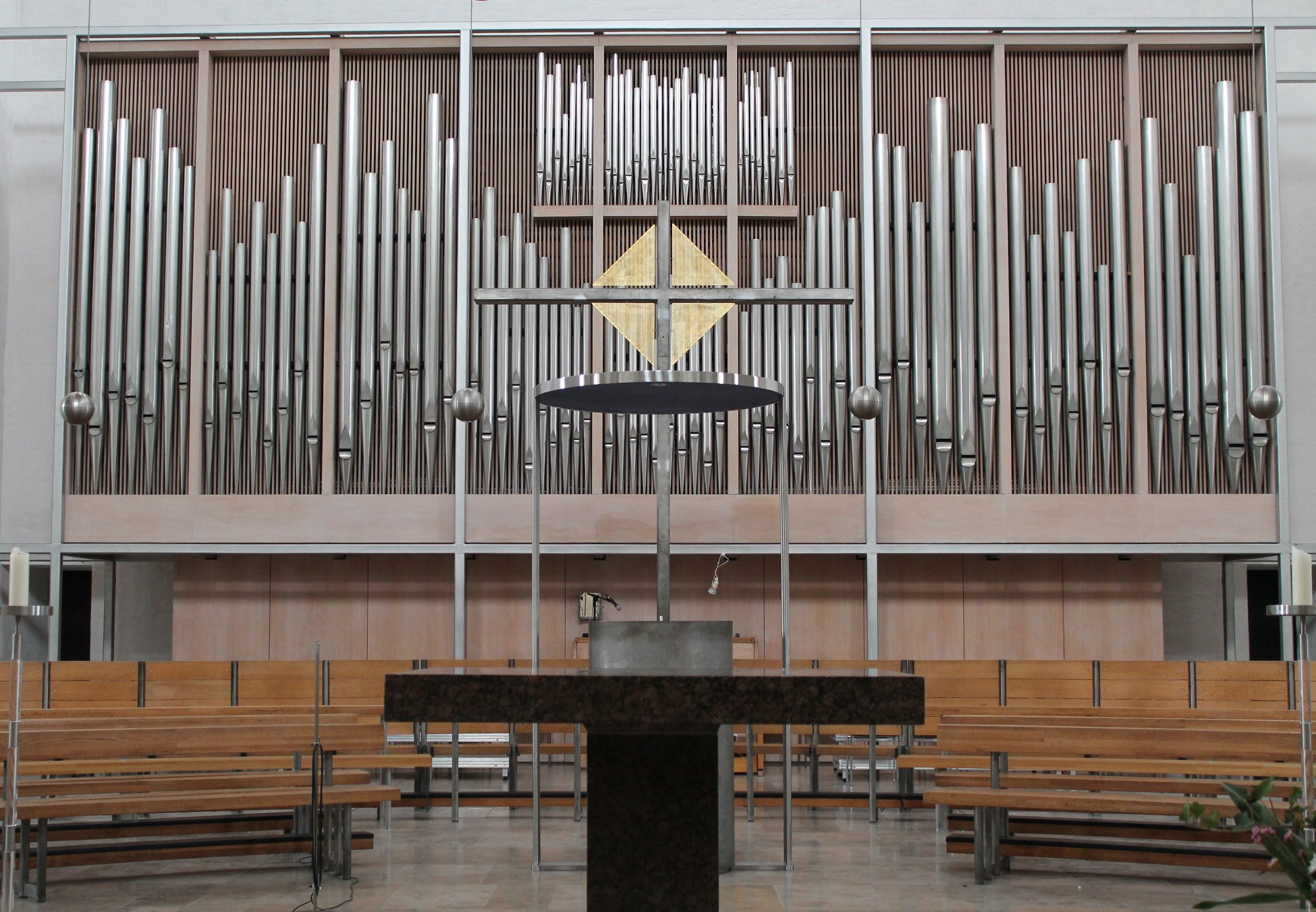
Het orgel